# 2444 Ледерле
2444 Ледерле (2444 Lederle) — астероїд головного поясу, відкритий 5 лютого 1934 року.
Тіссеранів параметр щодо Юпітера — 3,293.